# Kolmkarbach
Der Kolmkarbach ist ein kleiner Bach im Toten Gebirge im Gemeindegebiet von Grünau im Almtal. Der Bach führt nicht ständig Wasser und weist teilweise stark variierende Bachbettbreiten auf. Das Bachbett beginnt im hintersten Kolmkar, südwestlich des Almsees. Der Kolmkarbach führt besonders während Starkregenereignissen und der Schneeschmelze große Geschiebemengen mit sich. Die Schotterbänke sind teilweise bewachsen. Der Bach geht in den Aagbach über, einen kleinen, immer mit Wasser dotierten Zubringer des Almsees. Der Bach ist Teil des Naturschutzgebiets Almsee und Umgebung, N149.

## Karten
- Alpenvereinskarte Bl. 15/2 (Totes Gebirge – Mitte), 1:25.000; Österreichischer Alpenverein 2016; 978-3928777315.
- ÖK 50, Blatt 67 (Grünau)